# کریستوفر پوینت
کریستوفر پوینت (انگلیسی: Christophe Point؛ زادهٔ ۲۶ مهٔ ۱۹۶۵) بازیکن فوتبال اهل فرانسه است.
از باشگاه‌هایی که در آن بازی کرده‌است می‌توان به باشگاه فوتبال کان اشاره کرد.